# Uromys siebersi
{{#ifeq:0|0|{{#if:|{{#if:Uromyssiebersi|[[]}}|}}}}
Uromys siebersi — вид гризунів родини мишевих. Відомий лише з острова Грейт-Кі, Індонезія. Назва виду — на честь орнітолога Х. С. Зіберса. Є мало інформації про екологію та вимоги до середовища проживання цього виду. Імовірно, зустрічається в первинних і вторинних вологих тропічних лісах.